# Vernadskiy (cràter)
Vernadskiy és un cràter d'impacte pertanyent a la cara oculta de la Lluna, situat darrere del terminador aquesta. Es troba a l'oest-nord-oest del cràter més petit Siedentopf. Al sud es troba Gavrilov, i molt més lluny a l'oest apareix Meggers.

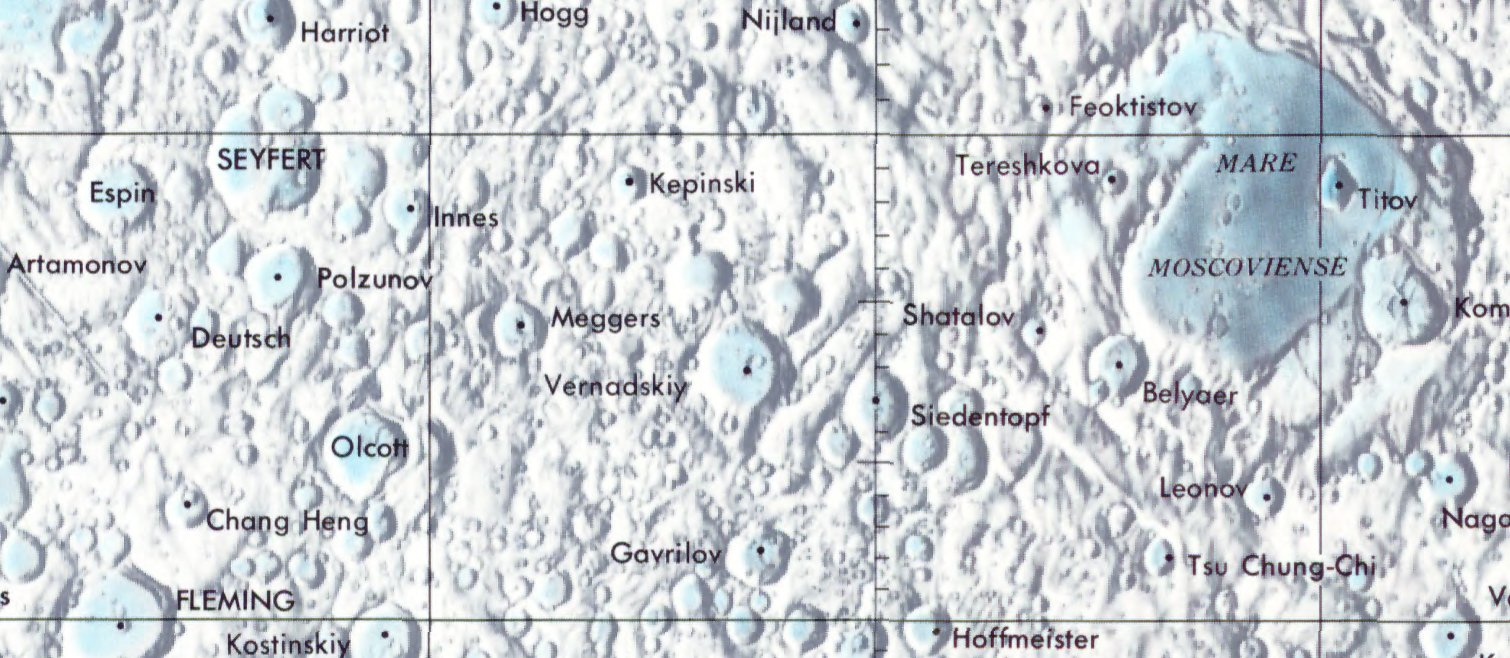
Localització de Vernadskiy (centre de la imatge)
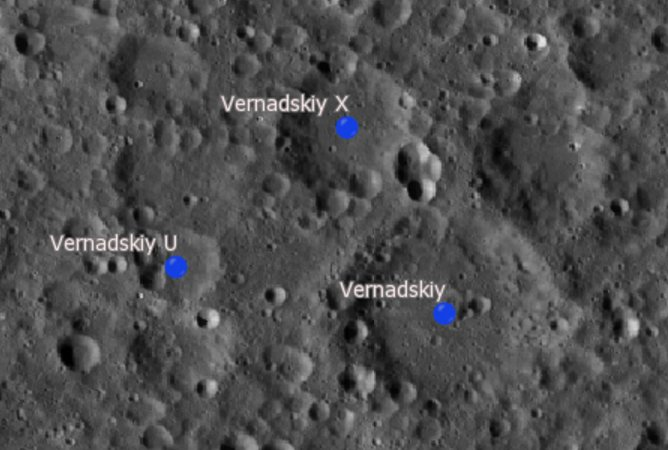
Cràters satèl·lit

És una formació que ha patit cert desgast. La vora exterior ha estat bombardejada per una miríada d'impactes menors, produint un perfil erosionat i irregular. Unit a la vora exterior aal nord-est jeu el cràter Florensky (anteriorment denominat Vernadskiy B), un cràter igualment desgastat. El sòl interior de Vernadskiy també està marcat per una sèrie de petits impactes, encara que en general és més planer que el terreny irregular que envolta el cràter.
En algunes fonts el nom es lletreja com Vernadskyy, Vernadskij, o Vernadsky. L'ortografia seguida en aquest article és l'adoptada per la UAI en 1970. El cràter es nomena en honor de Vladímir Vernadski, mineralogista soviètic.

## Cràters satèl·lit
Per convenció aquests elements són identificats en els mapes lunars posant la lletra en el costat del punt central del cràter que està més proper a Vernadskiy.
| Vernadskiy | Coordenades                            | Diàmetre |
| ---------- | -------------------------------------- | -------- |
| U          | 23° 42′ N, 126° 30′ E / 23.7°N,126.5°E | 37 km    |
| X          | 25° 54′ N, 129° 00′ E / 25.9°N,129.0°E | 64 km    |